# Sten Hagander
Sten Hagander (* 22. November 1891 in Nyköping, Södermanland; † 22. April 1981 in Kalmar, Småland) war ein schwedischer Leichtathlet.
Hagander holte 1910 sowohl im Hochsprung als auch im Dreisprung und im Speerwurf den schwedischen Meistertitel. Zwei Jahre später nahm er im beidhändigen Speerwurf an den Olympischen Spielen von 1912 teil und erreichte den elften Rang. Er ist neben Axel Ljung der einzige Sportler der Leichtathletikabteilung des AIK, der an Olympischen Spielen teilnahm.